# Jean-Jacques Desandrouin
Der Vicomte Jean-Jacques Desandrouin (* 25. Mai 1681; † 16. November 1761) stammte aus Lodelinsart (Charleroi) in den  Spanischen Niederlanden. Zur Schreibweise seines Namens gibt es die Varianten Désandrouin oder Desandrouins oder manchmal De Sandrouin sowie Androuins.

## Bedeutung
Desandrouin steht für den Anfang der industriellen Revolution in der  Wallonischen Region. Seine Aktivitäten haben das Gesicht dieser Region verändert. Sein wirtschaftlicher Erfolg beruhte auf seinem Engagement bei der Herstellung von Glas, bei der Metallproduktion in  Schmieden und bei der Förderung und dem Transport von Steinkohle. Er war Mitbegründer und Inhaber der bedeutendsten Minengesellschaft seiner Zeit der Compagnie des mines d’Anzin, die am 19. November 1757 gegründet wurde.

## Stammbaum
|                                                             |                                                             |                                                             |                                                             | Gédéon Desandrouin (1640 ?–1735)                            | Gédéon Desandrouin (1640 ?–1735)                            | Gédéon Desandrouin (1640 ?–1735)  | Gédéon Desandrouin (1640 ?–1735)  | Gédéon Desandrouin (1640 ?–1735)  | Gédéon Desandrouin (1640 ?–1735)  |                          |                          | x 1680 per Vertrag von Gosselies Marie de Condé (1656–1741) | x 1680 per Vertrag von Gosselies Marie de Condé (1656–1741) | x 1680 per Vertrag von Gosselies Marie de Condé (1656–1741) | x 1680 per Vertrag von Gosselies Marie de Condé (1656–1741) | x 1680 per Vertrag von Gosselies Marie de Condé (1656–1741)     | x 1680 per Vertrag von Gosselies Marie de Condé (1656–1741)     |                                                                 |                                                                 |                                                                 |                                                                 |                                  |                                  |                                         |                                         |                                         |                                         |                                                  |                                                  |                                                  |                                                  |                                                  |                                                  |                                              |                                              |                                              |                                              |                           |                           |                           |                           |  |  |                  |                  |                  |                  |                  |                  |
|                                                             |                                                             |                                                             |                                                             | Gédéon Desandrouin (1640 ?–1735)                            | Gédéon Desandrouin (1640 ?–1735)                            | Gédéon Desandrouin (1640 ?–1735)  | Gédéon Desandrouin (1640 ?–1735)  | Gédéon Desandrouin (1640 ?–1735)  | Gédéon Desandrouin (1640 ?–1735)  |                          |                          | x 1680 per Vertrag von Gosselies Marie de Condé (1656–1741) | x 1680 per Vertrag von Gosselies Marie de Condé (1656–1741) | x 1680 per Vertrag von Gosselies Marie de Condé (1656–1741) | x 1680 per Vertrag von Gosselies Marie de Condé (1656–1741) | x 1680 per Vertrag von Gosselies Marie de Condé (1656–1741)     | x 1680 per Vertrag von Gosselies Marie de Condé (1656–1741)     |                                                                 |                                                                 |                                                                 |                                                                 |                                  |                                  |                                         |                                         |                                         |                                         |                                                  |                                                  |                                                  |                                                  |                                                  |                                                  |                                              |                                              |                                              |                                              |                           |                           |                           |                           |  |  |                  |                  |                  |                  |                  |                  |
|                                                             |                                                             |                                                             |                                                             |                                                             |                                                             |                                   |                                   |                                   |                                   |                          |                          |                                                             |                                                             |                                                             |                                                             |                                                                 |                                                                 |                                                                 |                                                                 |                                                                 |                                                                 |                                  |                                  |                                         |                                         |                                         |                                         |                                                  |                                                  |                                                  |                                                  |                                                  |                                                  |                                              |                                              |                                              |                                              |                           |                           |                           |                           |  |  |                  |                  |                  |                  |                  |                  |
|                                                             |                                                             |                                                             |                                                             |                                                             |                                                             |                                   |                                   |                                   |                                   |                          |                          |                                                             |                                                             |                                                             |                                                             |                                                                 |                                                                 |                                                                 |                                                                 |                                                                 |                                                                 |                                  |                                  |                                         |                                         |                                         |                                         |                                                  |                                                  |                                                  |                                                  |                                                  |                                                  |                                              |                                              |                                              |                                              |                           |                           |                           |                           |  |  |                  |                  |                  |                  |                  |                  |
| x 1732 Marie-Charlotte de Houelle de Pommeray († 20-9-1734) | x 1732 Marie-Charlotte de Houelle de Pommeray († 20-9-1734) | x 1732 Marie-Charlotte de Houelle de Pommeray († 20-9-1734) | x 1732 Marie-Charlotte de Houelle de Pommeray († 20-9-1734) | x 1732 Marie-Charlotte de Houelle de Pommeray († 20-9-1734) | x 1732 Marie-Charlotte de Houelle de Pommeray († 20-9-1734) |                                   |                                   | Jean-Jacques (1681–1761)          | Jean-Jacques (1681–1761)          | Jean-Jacques (1681–1761) | Jean-Jacques (1681–1761) | Jean-Jacques (1681–1761)                                    | Jean-Jacques (1681–1761)                                    |                                                             |                                                             | x 1736 Jourdaine Madeleine Julie le Tirant de Villiers († 1805) | x 1736 Jourdaine Madeleine Julie le Tirant de Villiers († 1805) | x 1736 Jourdaine Madeleine Julie le Tirant de Villiers († 1805) | x 1736 Jourdaine Madeleine Julie le Tirant de Villiers († 1805) | x 1736 Jourdaine Madeleine Julie le Tirant de Villiers († 1805) | x 1736 Jourdaine Madeleine Julie le Tirant de Villiers († 1805) |                                  |                                  | Jean-Pierre gen. de Noelles (1686–1764) | Jean-Pierre gen. de Noelles (1686–1764) | Jean-Pierre gen. de Noelles (1686–1764) | Jean-Pierre gen. de Noelles (1686–1764) | Jean-Pierre gen. de Noelles (1686–1764)          | Jean-Pierre gen. de Noelles (1686–1764)          |                                                  |                                                  | François-Joseph gen. de Longbois (1695–1731)     | François-Joseph gen. de Longbois (1695–1731)     | François-Joseph gen. de Longbois (1695–1731) | François-Joseph gen. de Longbois (1695–1731) | François-Joseph gen. de Longbois (1695–1731) | François-Joseph gen. de Longbois (1695–1731) |                           |                           |                           |                           |  |  |                  |                  |                  |                  |                  |                  |
| x 1732 Marie-Charlotte de Houelle de Pommeray († 20-9-1734) | x 1732 Marie-Charlotte de Houelle de Pommeray († 20-9-1734) | x 1732 Marie-Charlotte de Houelle de Pommeray († 20-9-1734) | x 1732 Marie-Charlotte de Houelle de Pommeray († 20-9-1734) | x 1732 Marie-Charlotte de Houelle de Pommeray († 20-9-1734) | x 1732 Marie-Charlotte de Houelle de Pommeray († 20-9-1734) |                                   |                                   | Jean-Jacques (1681–1761)          | Jean-Jacques (1681–1761)          | Jean-Jacques (1681–1761) | Jean-Jacques (1681–1761) | Jean-Jacques (1681–1761)                                    | Jean-Jacques (1681–1761)                                    |                                                             |                                                             | x 1736 Jourdaine Madeleine Julie le Tirant de Villiers († 1805) | x 1736 Jourdaine Madeleine Julie le Tirant de Villiers († 1805) | x 1736 Jourdaine Madeleine Julie le Tirant de Villiers († 1805) | x 1736 Jourdaine Madeleine Julie le Tirant de Villiers († 1805) | x 1736 Jourdaine Madeleine Julie le Tirant de Villiers († 1805) | x 1736 Jourdaine Madeleine Julie le Tirant de Villiers († 1805) |                                  |                                  | Jean-Pierre gen. de Noelles (1686–1764) | Jean-Pierre gen. de Noelles (1686–1764) | Jean-Pierre gen. de Noelles (1686–1764) | Jean-Pierre gen. de Noelles (1686–1764) | Jean-Pierre gen. de Noelles (1686–1764)          | Jean-Pierre gen. de Noelles (1686–1764)          |                                                  |                                                  | François-Joseph gen. de Longbois (1695–1731)     | François-Joseph gen. de Longbois (1695–1731)     | François-Joseph gen. de Longbois (1695–1731) | François-Joseph gen. de Longbois (1695–1731) | François-Joseph gen. de Longbois (1695–1731) | François-Joseph gen. de Longbois (1695–1731) |                           |                           |                           |                           |  |  |                  |                  |                  |                  |                  |                  |
|                                                             |                                                             |                                                             |                                                             |                                                             |                                                             |                                   |                                   |                                   |                                   |                          |                          |                                                             |                                                             |                                                             |                                                             |                                                                 |                                                                 |                                                                 |                                                                 |                                                                 |                                                                 |                                  |                                  |                                         |                                         |                                         |                                         |                                                  |                                                  |                                                  |                                                  |                                                  |                                                  |                                              |                                              |                                              |                                              |                           |                           |                           |                           |  |  |                  |                  |                  |                  |                  |                  |
|                                                             |                                                             |                                                             |                                                             |                                                             |                                                             |                                   |                                   |                                   |                                   |                          |                          |                                                             |                                                             |                                                             |                                                             |                                                                 |                                                                 |                                                                 |                                                                 |                                                                 |                                                                 |                                  |                                  |                                         |                                         |                                         |                                         |                                                  |                                                  |                                                  |                                                  |                                                  |                                                  |                                              |                                              |                                              |                                              |                           |                           |                           |                           |  |  |                  |                  |                  |                  |                  |                  |
|                                                             |                                                             |                                                             |                                                             | Pierre Jacques Gédéon (1733–1808)                           | Pierre Jacques Gédéon (1733–1808)                           | Pierre Jacques Gédéon (1733–1808) | Pierre Jacques Gédéon (1733–1808) | Pierre Jacques Gédéon (1733–1808) | Pierre Jacques Gédéon (1733–1808) |                          |                          | Marie Madeleine Sophie                                      | Marie Madeleine Sophie                                      | Marie Madeleine Sophie                                      | Marie Madeleine Sophie                                      | Marie Madeleine Sophie                                          | Marie Madeleine Sophie                                          |                                                                 |                                                                 | Jean-Marie Stanislas (1738–1821)                                | Jean-Marie Stanislas (1738–1821)                                | Jean-Marie Stanislas (1738–1821) | Jean-Marie Stanislas (1738–1821) | Jean-Marie Stanislas (1738–1821)        | Jean-Marie Stanislas (1738–1821)        |                                         |                                         | François Joseph Théodore Désandrouin (1740–1801) | François Joseph Théodore Désandrouin (1740–1801) | François Joseph Théodore Désandrouin (1740–1801) | François Joseph Théodore Désandrouin (1740–1801) | François Joseph Théodore Désandrouin (1740–1801) | François Joseph Théodore Désandrouin (1740–1801) |                                              |                                              | Pierre Benoît (1743–1811)                    | Pierre Benoît (1743–1811)                    | Pierre Benoît (1743–1811) | Pierre Benoît (1743–1811) | Pierre Benoît (1743–1811) | Pierre Benoît (1743–1811) |  |  | Pierre Alexandre | Pierre Alexandre | Pierre Alexandre | Pierre Alexandre | Pierre Alexandre | Pierre Alexandre |